# Lipton

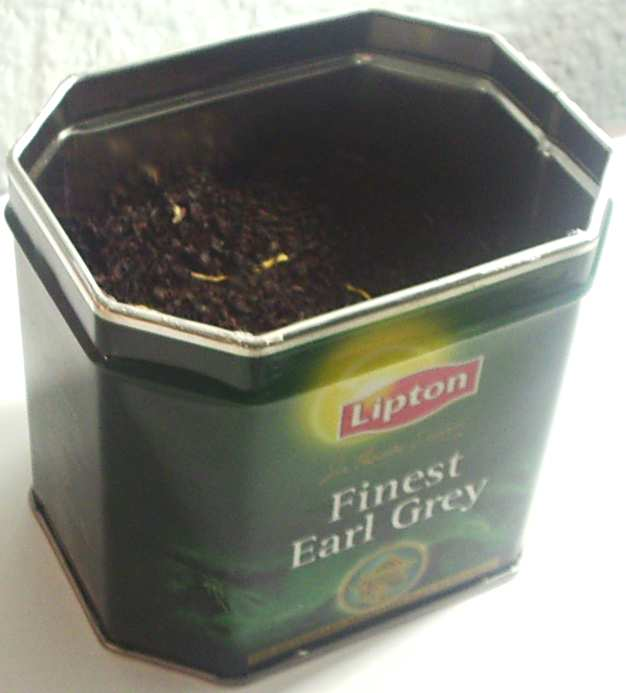
Lipton Earl Grey w oryginalnym opakowaniu

Logo Liptona.

Lipton – marka brytyjska produkująca zarówno herbatę tradycyjną, jak i gotową do spożycia herbatę mrożoną. W Polsce Lipton pojawił się na rynku w 1993 roku.

## Rodzaje sprzedawanej herbaty
Marka Lipton jest częścią międzynarodowego koncernu Unilever, kupującego obecnie 12% czarnej herbaty, także dla innych marek, takich jak PG Tips (Wielka Brytania), Beseda (Rosja), Brooke Bond (Indie) oraz Saga (Polska). Lipton reprezentuje około 10 procent światowego rynku herbaty (w handlu detalicznym) z kluczowymi filarami markowymi:
- Lipton Yellow Label – (od 1890 roku), najbardziej popularna w Europie herbata czarna. Jest sprzedawana w 150 krajach. Klasyczna kompozycja herbat, uprawianych głównie w Indiach i Afryce. Daje napar o bursztynowym kolorze i intensywnym smaku.
- Lipton Ice Tea – (od 1972 roku), gotowa herbata mrożona dostępna w ponad 60 krajach poprzez światową spółkę z PepsiCo.
- Lipton Earl Grey – herbata będąca oryginalną mieszanką czarnych herbat z olejkiem bergamotki.
- Lipton Lemon – kompozycja herbat czarnych aromatyzowana cytryną.
- Lipton Peach – kompozycja herbat czarnych aromatyzowana brzoskwinią.
- Lipton Caramel & Vanilla – kompozycja herbat czarnych aromatyzowana karmelem z wanilią.
- Lipton Green Tea Mint – herbata zielona znana jest ze swoich właściwości.
- Lipton Forest Fruit – kompozycja herbaty czarnej, aromatyzowana esencją owoców leśnych.
- Lipton Orange Jaipur – mieszanka indyjskich herbat z dodatkiem aromatu pomarańczowego.
- Lipton Pu-Erh Citrus Guarana – herbata Pu-erh pochodzi z regionu Pu’er w chińskiej prowincji Yunnan.
- Lipton Quiet Night – herbata ziołowo-owocowa jest kompozycją lipy, werbeny, lawendy, rumianku, melisy oraz liści pomarańczy.

## Instytut Herbaty Lipton
Instytut Herbaty Lipton został założony w 1967 roku w Sharnbrook w Wielkiej Brytanii. Zajmuje się on badaniem różnych rodzajów herbat pod względem korzystnego wpływu mentalnego i fizycznego dla człowieka. Oprócz badań w samym Instytucie koordynowane są różnorodne projekty akademickie na całym świecie dotyczące wpływu herbaty. Hasłem przewodnim Instytutu jest przesłanie: "Promocja świadomości i zrozumienia istoty herbaty – od krzaka aż po filiżankę".
Instytut posiada centra badawcze oraz regionalne filie w Indiach i Kenii (gdzie posiada również własne plantacje herbaty) oraz we Francji, Japonii, Chinach i Stanach Zjednoczonych. Integralną częścią Instytutu jest najbardziej wysunięta na północ plantacja herbaty na świecie – w siedzibie głównej instytutu w Sharnbrook w Wielkiej Brytanii. Herbata w tej plantacji rośnie w specjalnie stworzonym środowisku, gdzie hodowane są gatunki herbat z całego świata i eksperymentalnie modyfikowane i przetwarzane w trudnych warunkach środowiskowych, co ma skutkować uzyskaniem nowych gatunków herbat. Ostatnie prace badawcze skupiają się na taninie, flawonoidach oraz antyoksydantach, które występują naturalnie w herbacie i mają pozytywny wpływ na zdrowie człowieka.

## Historia[3]
Markę rozpowszechnił szkocki handlowiec Sir Thomas Johnstone Lipton, który w 1871 roku w Glasgow założył swój pierwszy sklep spożywczy. Doświadczenie nabyte w podróżach po Stanach Zjednoczonych wykorzystywał on w biznesie i jako jeden z pierwszych zaczął stosować chwyty marketingowe, organizując pokazy i promocje swoich produktów. W 1885 roku w Nebrasce powstała firma Johnstone Packing, która pozwala Liptonowi na rozprowadzanie swoich produktów na kontynencie amerykańskim.
Lipton posiada własne plantacje od 1890 roku (znajdowały się one na Cejlonie), obecnie większość z nich znajduje się we wschodniej Afryce m.in. w Kenii i Tanzanii – łącznie około 11 tysięcy hektarów ogrodów herbacianych. Oprócz tego spółka utrzymuje nieprzerwane dostawy od dostawców herbaty w 35 krajach na całym świecie.
Sukcesy handlowe Thomasa Liptona oraz jego dążenie do uczynienia drogiego i luksusowego towaru, jakim była wówczas herbata, artykułem ogólnodostępnym i tanim, zaowocowały nadaniem jego firmie przez Królową Wiktorię w 1895 roku tytułu oficjalnego królewskiego Dostawcy Dworu, a w 1898 roku tytułu szlacheckiego. W tym czasie jego firma wypuściła akcje i stała się spółką z ograniczoną odpowiedzialnością – Lipton Ltd.
W 1920 roku Thomas Lipton nawiązał współpracę z brytyjską firmą Lever Brothers, a w 1926 roku większość akcji amerykańskiego oddziału jego firmy wykupiła spółka Van den Berg. W 1927 roku Van den Berg przemianowana została na Margarine Unie, zaś w 1930 roku, po połączeniu z Lever Brothers stworzyła Unilever, jeden z największych koncernów przemysłowych w historii Europy. Unilever stopniowo przejmował udziały firmy Lipton, aż w 1972 roku  stał się w całości jej właścicielem.
Thomas Lipton zmarł w 1931 roku – jego firma jest obecnie jedną z wiodących na świecie marek herbacianych, sprzedając swoje produkty w ponad 120 krajach i oferując 3000 rodzajów herbat. W 1996 roku w Pasadenie powstała pierwsza herbaciarnia firmowana przez markę Lipton.